# Winter's Tale (2014)
Winter's Tale is een Amerikaanse romantische fantasiefilm, geregisseerd door Akiva Goldsman. De film is gebaseerd op de gelijknamige roman, geschreven door Mark Helprin en ging in de Verenigde Staten in première op Valentijnsdag 2014.

## Verhaal
In de winter van New York aan het begin van de twintigste eeuw, sluipt de Ierse inbreker Peter Lake een dure woning binnen. Als hij denkt dat er in huis niemand aanwezig is, wordt hij betrapt door de mooie Beverly Penn, de dochter des huizes die terminaal ziek is. Als ze vraagt wat hij komt doen, zegt hij jullie beroven, maar daar nu spijt van te hebben. Als de twee aan de thee zitten, worden ze verliefd op elkaar. Peter die op de vlucht is voor zijn baas, de crimineel Pearly Soams, krijgt magische krachten als Beverly sterft in zijn armen. Peter krijgt bescherming van een wit paard en de gave om te reïncarneren. Als Peter na zijn dood wakker wordt in het huidige New York, heeft hij geen enig idee wie hij is. Wanneer hij de bibliothecaresse Virginia Gamely ontmoet, helpt ze hem om zijn geheugen terug te krijgen en een doel in zijn leven te vinden.

## Rolverdeling
| Acteur                | Personage         |
| --------------------- | ----------------- |
| Colin Farrell         | Peter Lake        |
| Jessica Brown Findlay | Beverly Penn      |
| Russell Crowe         | Pearly Soames     |
| Jennifer Connelly     | Virginia Gamely   |
| William Hurt          | Isaac Penn        |
| Eva Marie Saint       | Willa (volwassen) |
| Will Smith            | Rechter           |
| Matt Bomer            | Vader van Peter   |
| Lucy Griffiths        | Moeder van Peter  |
| Kevin Durand          | Cesar Tan         |
| Kevin Corrigan        | Romeo Tan         |
| Finn Wittrock         | Gabriel           |
| Graham Greene         | Humpstone John    |
| Ripley Sobo           | Abby              |
| McKaya Twiggs         | Willa (kind)      |

## Muziek
De filmmuziek werd gecomponeerd door Hans Zimmer en Rupert Gregson-Williams en werd ook op een soundtrackalbum uitgebracht door het platenlabel WaterTower Music en bevat:
1. Look Closely (6:08)
2. It's The Ripples That Give The Work Meaning (2:29)
3. Rise Up (2:02)
4. Hello You Beauty (2:32)
5. What's The Best Thing You've Ever Stolen (1:42)
6. I Love Blood On The Snow (6:42)
7. Princess Bed (2:19)
8. Can You Hear Your Heart (4:14)
9. This Isn't Right (4:00)
10. You Don't Quit Me, Boy (3:46)
11. Light As A Feather (7:41)
12. She Was Like A Bright Light (1:35)
13. The Girl With The Red Hair (4:04)
14. Becoming Stars (10:06)
15. Miracle - KT Tunstall (4:32)